# Alaskadravik
Alaskadravik (Bromus sitchensis) is een soort uit het geslacht dravik (Bromus).

## Determinatie
Alaskadravik is een vaste plant, alhoewel zij vaak maar kort leeft. De onderste pluimtakken van de bloeiwijze zijn lang (> 10 cm), hangend, en hebben vrij weinig, grote aartjes die beperkt zijn tot de uiteinden van de takken. De grootste bladbreedte betreft > 10 mm.

## Verspreiding
Het natuurlijke verspreidingsgebied van alaskadravik omvat Canada en de Verenigde Staten.
De soort is ingeburgerd in Nieuw-Zeeland en in delen van West- en Centraal-Europa.